# 苫小牧市緑ヶ丘公園庭球場
苫小牧市緑ヶ丘公園庭球場（とまこまいしみどりがおかこうえんていきゅうじょう）は、北海道苫小牧市にあるテニスコート。

## 概要
1983年（昭和58年）、苫小牧市緑ヶ丘公園にクレイコート12面が完成して開場し、1989年（平成元年）には『第44回国民体育大会』（はまなす国体）ソフトテニス競技の会場になった。1995年（平成7年）にオムニコート8面を増設し、2016年（平成28年）にクレイコート12面をオムニコートに改修したことにより、20面すべてが全天候型オムニコートになった。

## 施設
- 開場期間：4月から10月
- 日本ソフトテニス連盟公認1種全天候型（砂入り）オムニコート20面[1]
- 夜間照明設備[1]
- クラブハウス（会議室、ロビー、トイレなど）[1]
- 休養施設（シェルター2基、ベンチ8基、サークルベンチ4基）[1]